# Franqueville (Somme)
Franqueville (picardisch: Franqville) ist eine nordfranzösische Gemeinde mit 158 Einwohnern (Stand 1. Januar 2022) im Département Somme in der Region Hauts-de-France. Die Gemeinde liegt im Arrondissement Amiens und gehört zum Kanton Flixecourt.

## Geographie
Das vom Bach Fossé des Eaux Sauvages entwässerte Gemeindegebiet liegt rund 3,5 Kilometer nordwestlich von Domart-en-Ponthieu.

## Einwohner
| 1962 | 1968 | 1975 | 1982 | 1990 | 1999 | 2006 | 2011 |
| ---- | ---- | ---- | ---- | ---- | ---- | ---- | ---- |
| 135  | 120  | 98   | 87   | 97   | 108  | 171  | 161  |

## Verwaltung
Bürgermeister (maire) ist seit 1995 Daniel Gorrea.

## Sehenswürdigkeiten
- spätgotische Kirche Saint-Pierre aus dem 16. Jahrhundert[1][2]